# Jeongeup
Jeongeup (en coreano: 정읍시, romanización revisada: jeong-eubsi, léase:Chóngup, literalmente: información y ciudad) es una ciudad en la provincia de Jeolla del Norte al sureste de la república de Corea del Sur. Está ubicada al sur de Seúl a unos 168 km y a 27 km al sureste de Jeonju. Su área es de 692.8 km² y su población total es de 140.000 (2009).
Por la ciudad pasa la autopista Honam (호남선) que la conecta con el sur del país.

## Administración
La ciudad de Jeongeup se divide en 12 distritos (dong),14 municipios (myeon) y 1 villa (eup).

## Clima
| Parámetros climáticos promedio de Jeongeup (1981−2010) | Parámetros climáticos promedio de Jeongeup (1981−2010) | Parámetros climáticos promedio de Jeongeup (1981−2010) | Parámetros climáticos promedio de Jeongeup (1981−2010) | Parámetros climáticos promedio de Jeongeup (1981−2010) | Parámetros climáticos promedio de Jeongeup (1981−2010) | Parámetros climáticos promedio de Jeongeup (1981−2010) | Parámetros climáticos promedio de Jeongeup (1981−2010) | Parámetros climáticos promedio de Jeongeup (1981−2010) | Parámetros climáticos promedio de Jeongeup (1981−2010) | Parámetros climáticos promedio de Jeongeup (1981−2010) | Parámetros climáticos promedio de Jeongeup (1981−2010) | Parámetros climáticos promedio de Jeongeup (1981−2010) | Parámetros climáticos promedio de Jeongeup (1981−2010) |
| Mes                                                    | Ene.                                                   | Feb.                                                   | Mar.                                                   | Abr.                                                   | May.                                                   | Jun.                                                   | Jul.                                                   | Ago.                                                   | Sep.                                                   | Oct.                                                   | Nov.                                                   | Dic.                                                   | Anual                                                  |
| ------------------------------------------------------ | ------------------------------------------------------ | ------------------------------------------------------ | ------------------------------------------------------ | ------------------------------------------------------ | ------------------------------------------------------ | ------------------------------------------------------ | ------------------------------------------------------ | ------------------------------------------------------ | ------------------------------------------------------ | ------------------------------------------------------ | ------------------------------------------------------ | ------------------------------------------------------ | ------------------------------------------------------ |
| Temp. máx. media (°C)                                  | 4.3                                                    | 6.7                                                    | 12.3                                                   | 19.4                                                   | 24.3                                                   | 27.8                                                   | 30.2                                                   | 31.1                                                   | 26.9                                                   | 21.4                                                   | 14.0                                                   | 7.2                                                    | 18.8                                                   |
| Temp. media (°C)                                       | −0.5                                                   | 1.3                                                    | 6.0                                                    | 12.3                                                   | 17.8                                                   | 22.0                                                   | 25.5                                                   | 25.9                                                   | 21.2                                                   | 14.9                                                   | 8.2                                                    | 2.1                                                    | 13.1                                                   |
| Temp. mín. media (°C)                                  | −4.8                                                   | −3.3                                                   | 0.6                                                    | 6.0                                                    | 11.8                                                   | 17.1                                                   | 21.8                                                   | 21.9                                                   | 16.6                                                   | 9.4                                                    | 3.2                                                    | −2.3                                                   | 8.2                                                    |
| Precipitación total (mm)                               | 40.2                                                   | 41.3                                                   | 55.2                                                   | 75.3                                                   | 94.6                                                   | 156.1                                                  | 279.7                                                  | 270.3                                                  | 151.0                                                  | 54.3                                                   | 57.8                                                   | 41.6                                                   | 1317.3                                                 |
| Días de precipitaciones (≥ 0.1 mm)                     | 10.1                                                   | 8.0                                                    | 8.9                                                    | 7.4                                                    | 8.2                                                    | 9.1                                                    | 13.7                                                   | 14.1                                                   | 8.9                                                    | 6.4                                                    | 8.6                                                    | 9.9                                                    | 113.3                                                  |
| Horas de sol                                           | 149.0                                                  | 161.0                                                  | 195.7                                                  | 225.4                                                  | 235.8                                                  | 193.5                                                  | 174.6                                                  | 195.6                                                  | 191.0                                                  | 206.3                                                  | 157.2                                                  | 141.5                                                  | 2229.0                                                 |
| Humedad relativa (%)                                   | 74.4                                                   | 70.7                                                   | 66.3                                                   | 62.7                                                   | 65.5                                                   | 71.4                                                   | 77.3                                                   | 76.6                                                   | 75.5                                                   | 71.8                                                   | 72.2                                                   | 74.4                                                   | 71.6                                                   |
| Fuente: Korea Meteorological Administration            |                                                        |                                                        |                                                        |                                                        |                                                        |                                                        |                                                        |                                                        |                                                        |                                                        |                                                        |                                                        |                                                        |

## Ciudades hermanas
- Xuzhou.